# Collen Kebinatshipi
Busang Collen Kebinatshipi (* 13. Februar 2004 in Hukuntsi) ist ein botswanischer Sprinter, der sich auf den 400-Meter-Lauf spezialisiert hat. 2022 und 2024 wurde er Afrikameister in der 4-mal-400-Meter-Staffel sowie 2022 auch in der Mixed-Staffel. Zudem gewann er 2024 in Paris die Silbermedaille bei den Olympischen Spielen.

## Sportliche Laufbahn
Erste Erfahrungen bei internationalen Meisterschaften sammelte Collen Kebinatshipi im Jahr 2021, als er bei den U20-Weltmeisterschaften in Nairobi mit der botswanischen 4-mal-400-Meter-Staffel in 3:05,22 min die Goldmedaille gewann. Im Jahr darauf siegte er bei den Afrikameisterschaften in Port Louis in 3:21,85 min gemeinsam mit Motlatsi Rante, Keitumetse Maitseo und Christine Botlogetswe in der Mixed-Staffel und sicherte sich in 3:04,27 min gemeinsam mit Leungo Scotch, Anthony Pesela und Bayapo Ndori auch die Goldmedaille mit der Männerstaffel. Im August wurde er bei den U20-Weltmeisterschaften in Cali im Finale über 400 Meter disqualifiziert und verpasste zudem mit der Staffel mit 3:09,19 min den Finaleinzug. 2023 siegte er bei den U20-Afrikameisterschaften in Ndola mit neuem Meisterschaftsrekord von 44,91 s über 400 Meter und gewann auch mit der Staffel in 3:08,14 min die Goldmedaille und stellte damit einen Meisterschaftsrekord auf. Im Juni siegte er in 45,04 s bei den FBK Games und im August schied er bei den Weltmeisterschaften in Budapest mit 46,39 s im Halbfinale aus. Im Jahr darauf gewann er bei den Afrikaspielen in Accra in 3:13,99 min gemeinsam mit Lydia Jele, Bayapo Ndori und Obakeng Kamberuka die Silbermedaille in der Mixed-Staffel hinter dem nigerianischen Team. Zudem gewann er auch mit der Männerstaffel in 2:59,32 min gemeinsam mit Leungo Scotch, Boitumelo Masilo und Bayapo Ndori die Silbermedaille hinter dem sambischen Team. Im Mai siegte er mit der Männerstaffel in 2:59,11 min bei den World Athletics Relays auf den Bahamas und sicherte sich damit Botswana einen Startplatz bei den Olympischen Spielen in Paris. Mit der Mixed-Staffel verpasste er hingegen eine Direktqualifikation. Im Juni siegte er mit der Männerstaffel in 3:02,23 min gemeinsam mit Omphile Seribe, Boitumelo Masilo und Leungo Scotch bei den Afrikameisterschaften in Douala und siegte daraufhin in 45,29 s bei den FBK Games über 400 Meter. Im August schied er bei den Olympischen Sommerspielen in Paris mit 44,43 s im Halbfinale über 400 Meter aus und gewann mit der Staffel mit neuem Afrikarekord von 3:54,53 min im Finale gemeinsam mit Bayapo Ndori, Anthony Pesela und Letsile Tebogo die Silbermedaille hinter dem US-amerikanischen Team.
In den Jahren 2023 und 2024 wurde Kebinatshipi botswanischer Meister in der 4-mal-400-Meter-Staffel sowie 2024 auch über 400 Meter.

## Persönliche Bestzeiten
- 200 Meter: 20,48 s (+2,0 m/s), 28. Mai 2023 in Gaborone
- 400 Meter: 44,43 s, 6. August 2024 in Paris